# Шликас, Каролис
Каролис Шликас (лит. Karolis Šlikas, родился 2 ноября 1983 в Электренае) — литовский хоккеист, нападающий сборной Литвы, игрок вильнюсского клуба «Хоккей Панкс». Младший брат Мартинаса Шликаса, также хоккеиста.